# Motörizer
| Recensione             | Giudizio |
| ---------------------- | -------- |
| AllMusic               |          |
| Rolling Stone          |          |
| Encyclopaedia Metallum | 89/100   |
| Metacritic             | 63/100   |

Motörizer è il diciannovesimo album in studio dei Motörhead, pubblicato il 26 agosto 2008 per la SPV.
Il 23 ottobre è stato pubblicato il videoclip della canzone Rock Out.

## Tracce
1. Runaround Man – 2:57
2. (Teach You How To) Sing the Blues – 3:03
3. When the Eagle Screams – 3:44
4. Rock Out – 2:08
5. One Short Life – 4:05
6. Buried Alive – 3:12
7. English Rose – 3:37
8. Back on the Chain – 3:24
9. Heroes – 4:59
10. Time Is Right – 3:14
11. The Thousand Names of God – 4:33

## Formazione
- Lemmy Kilmister - basso, voce
- Phil Campbell - chitarra
- Mikkey Dee - batteria